# Melanagromyza urticella
Melanagromyza urticella är en tvåvingeart som beskrevs av Spencer 1981. Melanagromyza urticella ingår i släktet Melanagromyza och familjen minerarflugor.
Artens utbredningsområde är Kalifornien. Inga underarter finns listade i Catalogue of Life.